# Castilleja de la Cuesta
Castilleja de la Cuesta ist eine spanische Stadt in fünf Kilometer Entfernung von Sevilla in der Provinz Andalusien.
Die Stadt ist bereits sehr alt; ihr Gründungsjahr ist umstritten. Es ist wahrscheinlich, dass es sich bei den ersten Siedlern um Römer handelte. Nachweislich siedelten später Araber an diesem Ort.
Als Ferdinand III. im Jahre 1248 das Gebiet eroberte, nannte er den Ort Alixar. Dieser Name konnte sich allerdings nicht halten. Im Laufe der Zeit setzte sich der Name Castilleja de la Cuesta durch.
Ein berühmter Besucher war Hernán Cortés, er starb in der Stadt am 2. Dezember 1547.

## Einzelnachweise

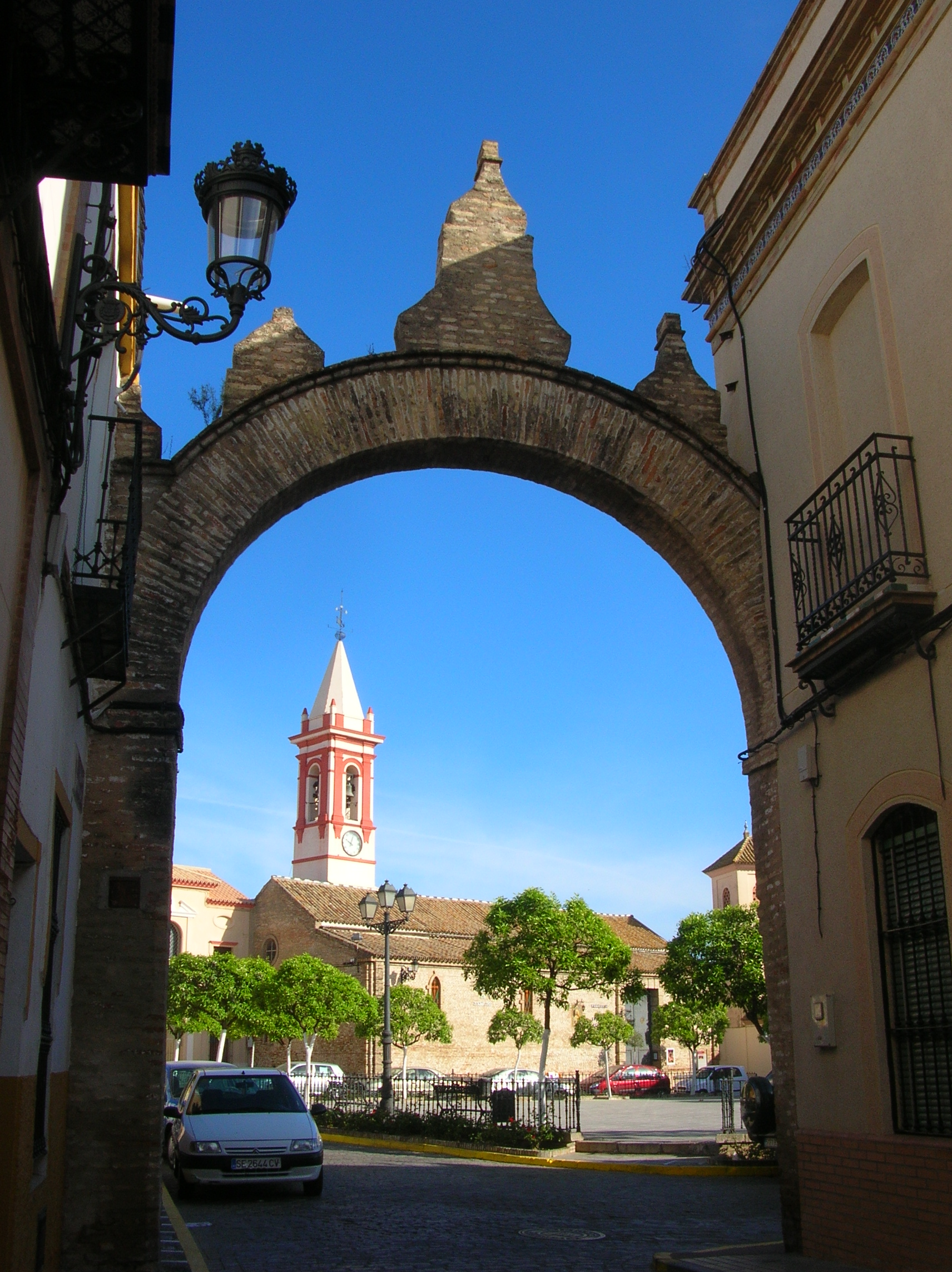
Castilleja de la Cuesta